# Пайовий лізинг
Пайовий лізинг - здійснення лізингу за участю суб'єктів лізингу на основі укладення багатостороннього договору та залучення одного або кількох кредиторів, які беруть участь у здійсненні лізингу, інвестуючи свої кошти. При цьому сума інвестованих кредиторами коштів не може перевищувати 80% вартості набутого для лізингу майна.